# 沃尔特-刚果语支
沃尔特-刚果语支（Volta–Congo）是大西洋-刚果语族的一个主要分支。它与大西洋-刚果语族的唯一区别在于其不包括大西洋语支，在某些概念中也不包括克鲁语支和塞努福语支。